# ロージャ・シャーンドル
ロージャ・シャーンドル（Rózsa Sándor [ˈroːʒɒ ˈʃɑ̈ːndor]、1813年7月10日 - 1878年11月22日）はハンガリーの盗賊、無法者である。ロージャが姓、シャーンドルが名であるが、ロージャは女性の名でもあるので、彼の名前を呼んだり表記する時には姓だけでロージャとはせず、常にロージャ・シャーンドルと姓名で表記するのが一般的である。

## 生涯
1813年7月10日、ハンガリーで貧しい両親の元に生まれる。子供時代には両親を亡くし、この頃から金持ちの家の金品を盗み出すなど、セゲド市を中心に盗賊稼業を始める。盗んだ金品などは、貧しい農民に振り分け、「ベチャール（義賊の意）」と呼ばれる様になる。しかし、ハンガリー警察に追われる身分となり、1836年に馬泥棒の罪状により投獄される。
その後、刑務所からの脱獄に成功し、1848年にヨーロッパで起こったハンガリー革命において、革命指導者コシュート・ラヨシュから恩赦を受けてコシュート軍に参加した。ハンガリー革命では「義勇軍」と名づけた軍隊を結成し、大活躍する。
革命後にロージャ・シャーンドルはハンガリーの独立を求め、ゲリラ運動を展開するが、ハンガリー農村の安定化に伴ってロージャ・シャーンドルはそれまでの基盤であった農村部から敵意を向けられるようになり、1857年にハンガリー警察に捕らえられた。そこで終身刑が言い渡され、ロージャ・シャーンドルはオーストリアクフシュタイン（en）の刑務所に送られる。だが、1868年に恩赦が与えられ、ロージャ・シャーンドルは自由の身になるが、釈放予定地へ移動途中の汽車を強奪し、同年1月12日に再逮捕される。翌年になると、ロージャ・シャーンドルは改めて終身刑を言い渡され、クルージュ県ゲルラ（en）の刑務所で没した。

## 犯罪と恩赦
1836年に投獄された最初の罪状は馬泥棒だったが、彼自身が犯罪に関わったかについては明確な証拠は残されていない。しかし、それにもかかわらず投獄されたことで、ロージャ・シャーンドルはベチャールとして生きていくことを余儀なくされる。投獄後、ロージャ・シャーンドルは犯罪を繰り返すが、恩赦を受ける1848年まで町役場からの金庫強奪、牛泥棒などを行っていた。恩赦の後は義勇軍を率いてセルビア相手に活躍を見せるが、正規軍の規則を嫌って一ヶ月で離脱して故郷のセゲドに戻る。そこから、盗賊としての活動を再開する。1850年代のロージャ・シャーンドルは活発に動き、貴族、司祭を中心に30件以上の強盗行為と、裏切り者の殺害を行った。ロージャ・シャーンドルは自身が築いてきた名声を利用し、農民らからの支援を受けていたため、1850年前半は手配書を配布し警備を増員したにもかかわらずロージャ・シャーンドルは捕らえられることはなかった。しかし、1850年代の後半に入ると、殺人などの行為が広く知られるようになり、また経済的に安定しつつあったハンガリー農民の意識の変化もあって、次第にロージャ・シャーンドルは追い詰められていく。1857年、ついにロージャ・シャーンドルは親戚のカトナ・パールとともに捕縛された。人間不信に陥ったロージャ・シャーンドルがカトナも裏切ったものとして口論中の逮捕だった。
1859年、ロージャ・シャーンドルはハンガリーの王立裁判所で裁かれることになり、40人の証人が用意されるなど大規模な裁判となった。そのため、新聞が逐次裁判の経過を報道し、ロージャ・シャーンドルの経歴は広くハンガリーの人々に知られるようになる。特にハンガリー革命での活躍がロージャ・シャーンドルの人気を高めた。裁判の結果、ロージャ・シャーンドルに下された判決は死刑だったが、皇帝フランツ・ヨーゼフ1世は革命の功労者の死刑が政治的に波紋を広げることを恐れる。その介入により、ロージャ・シャーンドルの死刑は減刑されて終身刑となった。ロージャ・シャーンドルはそれから1868年4月まで収監されていたが、フランツ・ヨーゼフの妻が第三子を出産したことに伴って恩赦が与えられて釈放される。釈放後の彼は裁判中の人気もあって周囲から英雄として迎えられ、ハンガリー首相アンドラーシ・ジュラと面談するほどの厚遇を受けた。ロージャ・シャーンドルは故郷セゲドに帰郷するが、そこでも歓迎を受けたロージャ・シャーンドルは名士として落ち着くかに見えた。
しかし1868年11月、ロージャ・シャーンドルは仲間とともにセゲド郊外の豪商宅を襲撃、翌月には鉄道強盗を試みるなどして強盗を再開した。政府はそれらがロージャ・シャーンドルの犯行とはみていなかったが、悪化した治安に対し、ラーダイ・ゲデオンを派遣する。ラーダイは政府委員の男爵であったが、「鉄の腕」と称されるほどの辣腕を振るう治安の専門家であり、治安の悪化とロージャ・シャーンドルとの関係をいち早く見抜いていた。ラーダイはロージャ・シャーンドルが望んでいた治安官への斡旋を匂わせてロージャ・シャーンドルを誘いだし、1869年1月に捕らえることに成功する。ロージャ・シャーンドルは再び注目の中で裁判を受けることになり、下された判決は再度の終身刑だった。以降、ロージャ・シャーンドルはサモシュウーイヴァール監獄（現ゲルラ）に捕らわれ、その年の11月に肺結核で生涯を終えた。

## 義賊としてのロージャ・シャーンドル
ロージャ・シャーンドルが狙った対象は主として貴族、地主、商人、司祭、地方政府機関であり、豊かでない者への略奪は記録に残されていない。また強盗に伴った殺害もきわめて少なく、特に襲った家の召使らを傷つけることはなかった。ロージャ・シャーンドルが主に殺人を犯したのは裏切り者への制裁と、貴族及びその代理として農民を管理していた農場監察官への攻撃だけだった。なお、奪った富を貧しい者に分け与えたという逸話は伝承として残されてはいるが、実際の証拠はまだ見つかっていない。それでも、当時の盗賊とは明らかに異なったロージャ・シャーンドルの特色によって、現在のロージャ・シャーンドル伝説はロビン・フッド的な脚色を帯びている。
また、ロージャ・シャーンドルは県の役人と反目してしばしば対立していたが、このことは現地の権力と癒着していたイタリアのマフィアと比べて明確にことなる点だった。当時の憲兵には非ハンガリー人が多く、しばしば民衆と対立したためにロージャ・シャーンドルの立ち位置が「民衆の側に立っている」とみなされていた。チャーンドルもそれに応えるように、1851年には農民から土地を奪い、弾圧によってタバコ栽培の労働力に囲いこもうとした貴族の農場観察官を襲撃する「パラーシュティ事件」を起こし、農民らの支持を集めた。それらの活躍のため、ロージャ・シャーンドルはベチャールの中でも代表格と評価されている。

## ロージャ・シャーンドルの死後
ロージャ・シャーンドルの死後、ベチャールは激減する。これはラーダイ・ゲデオンらの治安維持活動によるところもあるが、近代化によってハンガリーの農民層が安定し、ベチャールの活動を必要としなくなったために支持基盤を失ったベチャールたちは自然に消滅していった。一方で、圧政に対する抵抗としてベチャールの活躍は伝説化され、現在に伝えられている。